# Giorgio Mastropasqua
Giorgio Mastropasqua (ur. 13 lipca 1951 w Rivoli) – włoski piłkarz, grający na pozycji obrońcy lub pomocnika, trener piłkarski.

## Kariera piłkarska

### Kariera klubowa
Wychowanek Juventusu. W 1970 rozpoczął karierę piłkarską, grając na wypożyczeniu w drużynie Perugia. Od 1971 do 1973 został wypożyczony do Ternany. W sezonie 1973/74 bronił barw Juventusu, po czym przeszedł do Atalanty. Następnie występował w klubach Bologna, Lazio, Catania, Piacenza i Pavia. W sezonie 1988/89 grał w amtorskim zespole Gorle, w którym zakończył karierę piłkarza.

### Kariera reprezentacyjna
W 1972 występował w młodzieżowej reprezentacji Włoch.

## Kariera trenerska
W 1992 rozpoczął pracę trenerską w zespole Fiorente Colognola. Potem stał na czele Scanzorosciate, Verdello i Rivoli. W 2011 i 2012/13 prowadził AlzanoCene.

## Sukcesy i odznaczenia

### Sukcesy klubowe
Ternana
- mistrz Serie B: 1971/72